# AK-47突擊步槍
AK-47突擊步槍（羅馬化：Avtomat Kalashnikova obraztsa 1947 goda，直译：「1947年式卡拉什尼科夫自動步槍」）是由蘇聯槍械設計師米哈伊爾·卡拉什尼科夫設計的7.62×39毫米口徑突擊步槍。其於1945年開始設計，1947年獲蘇聯紅軍測試，並於翌年正式獲採用列裝部隊，再逐漸擴展到華沙條約、東方集團及其他社會主義國家，以至其他第三世界國家。其以造價低廉、惡劣環境下之可靠性及簡單易用而著稱，因此問世七十餘年來始終風靡全球各地，廣受準軍事部隊及叛軍等非正規勢力歡迎，更因其人氣而衍生出一系列設計相近的槍械。據2004年統計，在全球50億支槍械當中，就有10億支屬於AK槍族，當中¾為原版AK-47。

## 設計與生產
卡拉什尼科夫本為蘇聯紅軍坦克兵，在布良斯克战役受伤送至後方醫院救治後而開始研究槍械工藝，期間他在工廠裡自行設計了一支衝鋒槍，是為PPK-42（ППК-42），並在工廠員工的協助下製作出樣槍。卡拉什尼科夫及其設計的槍械隨即吸引了蘇聯軍方的注意，該槍被安排參與1942年的新型衝鋒槍競選，但最終敗給了阿列克謝·伊萬諾維奇·蘇達耶夫設計的PPS衝鋒槍而没有被蘇軍採納。儘管在競選中落敗，卡拉什尼科夫仍然没有放棄，並繼續改進他的槍械。他在1944年與同袍討論歐洲的戰況時，發現到德軍配備StG44突擊步槍的威力後，開始構思一種簡單可靠的新式可連發中威力步槍。在參考M1加蘭德步槍後，設計出M1944試作型樣槍，採用M43步槍彈、轉拴式槍栓；經過接連的嘗試後，於1946年製作出可連發射擊的樣槍（AK-46），成為此後AK槍族的首個原型。經過一系列試驗，包括在風沙泥水等惡劣環境中嚴格測試後，改進了導氣裝置與活塞系統的版本於1947年被命名為AK-47，蘇聯軍方要求生產1,500支作實地測試，但測試結果仍然未能讓他們滿意。直到於1949年推出的改良版本才獲蘇軍認可並正式採用。
謠傳StG44設計師雨果·施邁瑟曾經以某種形式經手過AK-47的設計，然而此說顯然經不起一些簡單的事實考驗。根據施邁瑟在戰後的具體動向，他完全沒有參與過任何與AK-47有關的活動，而兩款槍械在機械設計上亦幾乎沒有共通點。卡拉什尼科夫集團更甚至曾為此作官方專題闢謠。
AK-47最終于1949年正式在伊熱夫斯克軍工廠量產并裝備前蘇聯軍隊，以取代老旧的莫辛-纳甘栓动步枪和PPSh-41冲锋枪。1951年将機匣生產工艺由沖壓變更為機械加工（第2型）。在AK-47列装之初，其定位为充当“冲锋枪”的作用，而半自动的SKS才是配发给大多数士兵的步枪（此种战术思想的配置一直影响中国人民解放军对其仿制型号56式的定位直至1970年代）。1954年再度改进机械加工機匣的生產工艺以减轻重量和节约成本（第3型）。1955年，SKS的设计师謝爾蓋·加夫里洛維奇·西蒙諾夫主动提出应全军除役SKS並換裝AK-47，SKS才于1956年停产，并逐步由增产的第三型AK-47替换。從1950年代到1980年代，AK-47是前蘇聯軍隊和華沙條約組織國家軍隊制式裝備，其後換成大量使用合成材料的AKM，可靠性更佳。在蘇聯軍隊於1980年代換裝小口徑版本的AK-74系列後，7.62毫米口徑的AK-47和AKM漸漸從蘇軍前線裝備中退出。

## 特色

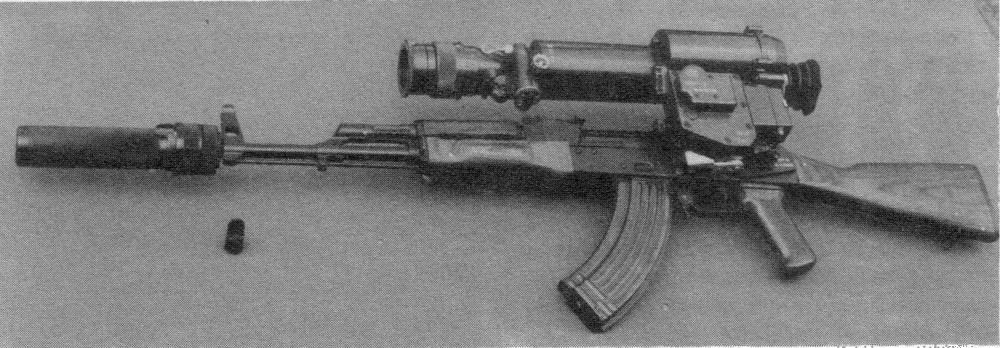
加裝NSP-3夜視鏡和PBS-1消聲器的AKM，由於設計問題，AK系列需要在機匣左則加裝瞄準鏡座以安裝各種瞄準裝置

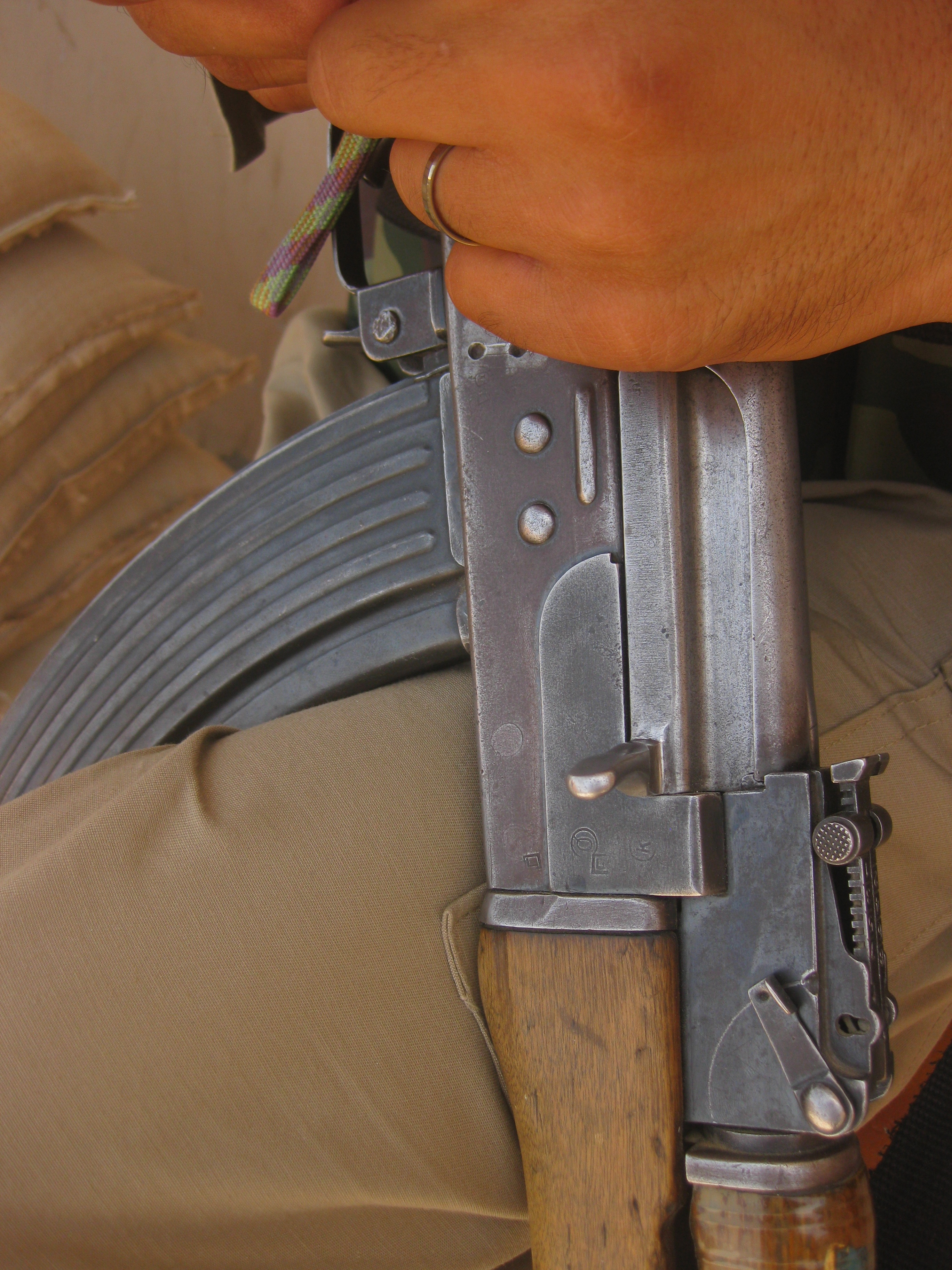
AK第一型的機匣

AK-47屬於突击步枪，與第二次世界大战時期的步槍相比，槍身短小、射程較短，適合較近距離的戰鬥。它採用參考自美國M1加蘭德半自動步槍的長行程氣動式自動原理，導氣管位於槍管上方，通過活塞推動槍栓活動，轉拴式閉鎖槍栓。
AK-47發射7.62×39毫米中間型威力槍彈，由容量為30發子彈的弧形彈匣供彈，其保險／快慢機的設計則參考自美國雷明登8型半自動步槍，設置在機匣右側，可以選擇半自動或者全自動的發射方式，拉機柄位於機匣右側，為槍栓座的一部份。AK的槍機動作可靠，即使在連續射擊時有灰塵等異物進入槍內，它的機械結構仍能保證繼續正常運作，並可以在沙漠、熱帶雨林、嚴寒等極度惡劣的環境下保持相當好的效能，而且它的結構簡單，易於分解、清潔和維修，操作簡便。
AK-47主要缺點是由於全自動射擊時槍口上揚嚴重，槍栓座後座時撞擊機匣底，其枪栓抛壳口的设计令其较难安装皮卡汀尼导轨（不過隨著許多槍械零件生產商，乃至卡拉什尼科夫集團已經設計出供AK槍族專用的皮卡汀尼導軌機匣蓋，這個問題基本上已得到解決），機匣蓋的設計導致瞄準基線較短，瞄準具設計不理想等等缺陷，大大影響射擊精度，300米以外難以準確射擊，連發射擊精度更低，實際上它只可以滿足以遭遇戰為主的較近距離上戰鬥的要求。
另外世界各地不同生产商生产的AK-47品質千差万别，如日本佣兵高部正樹指出罗马尼亚产的AK步槍“彈匣裝卸困難，且长时间射击後枪管会变弯”，故对其评价不高。俄羅斯槍械專家弗拉基米爾·奧諾科伊（Vladimir Onokoy）指出中華人民共和國在90年代後生產的56式自動步槍雖比其他AK-47仿製型便宜，但品質和性能卻比原版AK-47要差，在數百發射擊後膛線會完全脫落磨損，以及因槍管和導氣管沒有鍍鉻而較易生銹等，但他也指出90年代之前生產的56式品質和性能反而更穩定（可能因為56式仍是解放軍當時的制式自動步槍而不能夠有明顯的品質問題）。另外，任何一本AK-47的操作手册上都会明确指出要经常擦枪，以防止沙尘进入枪身。简氏曾经就SA80在阿富汗暴露的可靠性问题评论说：“步枪处在浓密的尘埃中……不能长久使用……甚至最可靠的AK-47也同样如此。”

## 實戰與產出

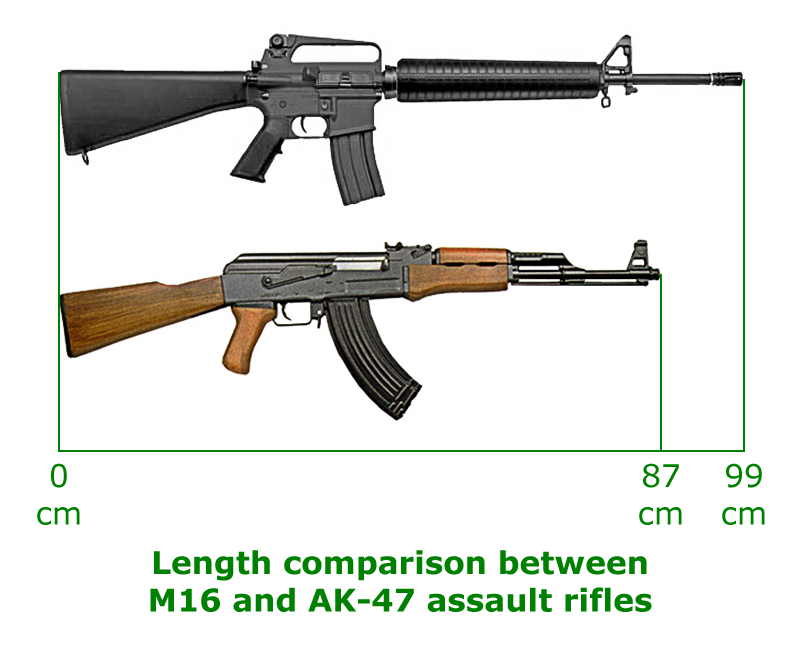
AK比M16要短一截，比較適合機動戰

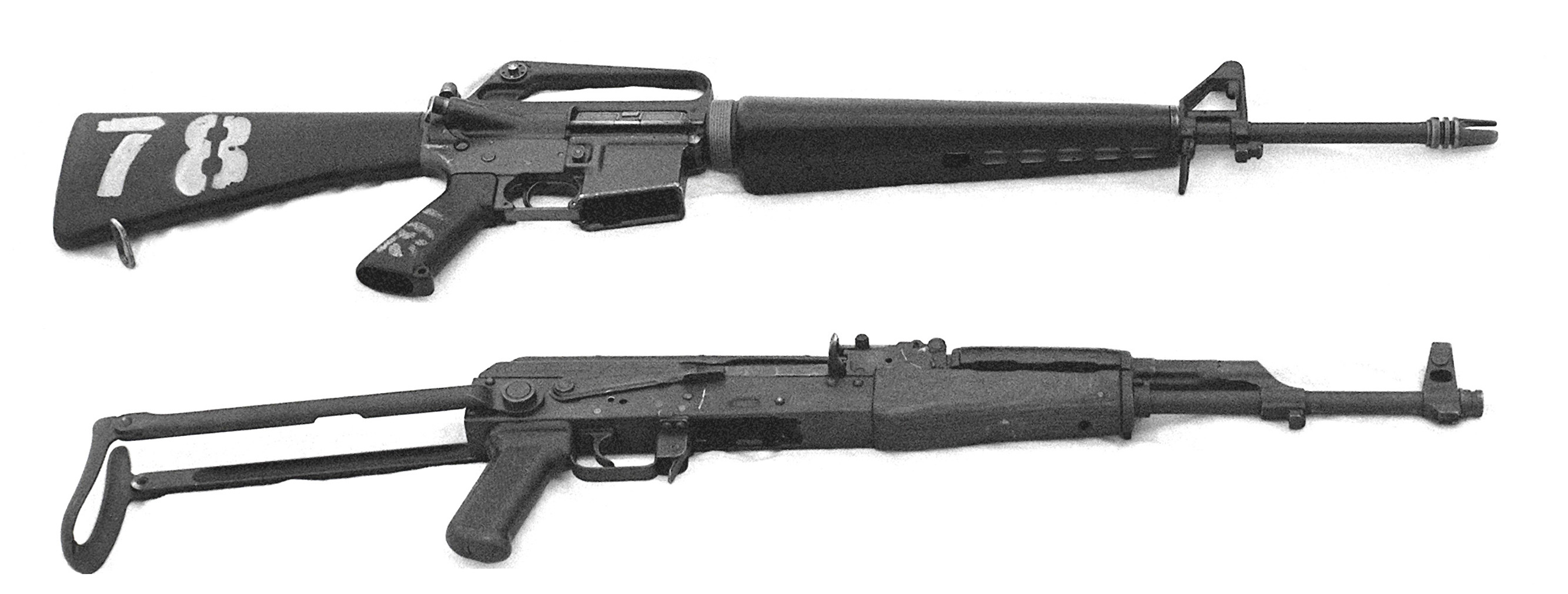
AKMS及M16A1

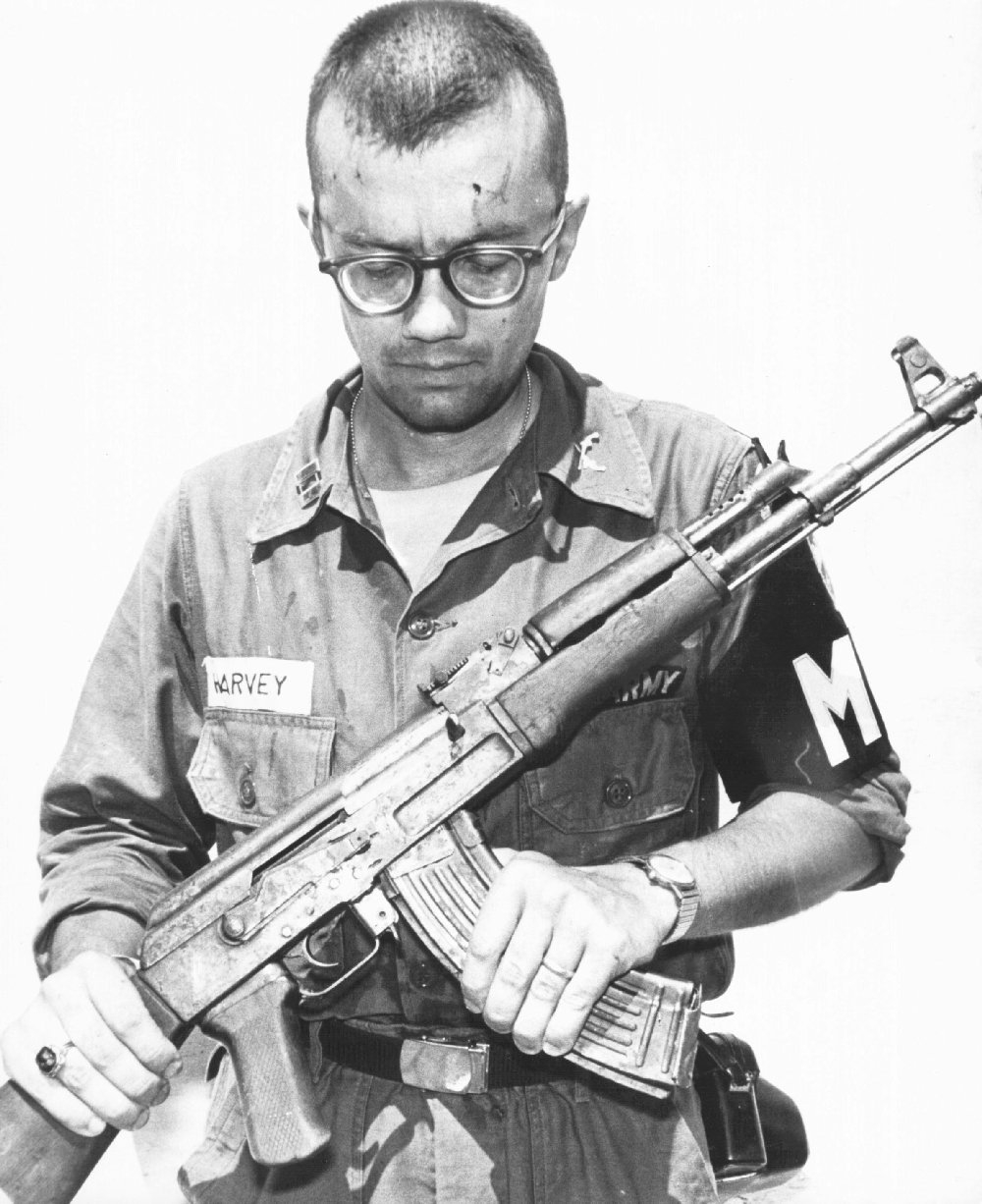
美國陸軍憲兵檢視在越戰期間繳獲的AK-47

真正讓AK-47步槍揚名天下的是1960年代越南战争，AK-47及其中國產仿製型56式大規模地武裝北越正規部隊和游擊隊，足以證明這種自動武器在叢林環境中深受士兵信賴。
在越南戰爭初期，流傳不少美國士兵丟棄不適應熱帶雨林惡劣條件下笨重的M14自动步枪或者因清理套件不足且清槍訓練不足而故障頻出的早期型M16突擊步槍，轉而使用戰場上繳獲的AK-47和56式自動步槍。這是因為AK-47擁有非常優良的可靠性（卡彈的比率較早期型M16低很多）和密集的火力，而且易於容易操作，其射程短精度差的缺點亦在近戰密集的越南雨林戰場中不明顯，故在當時尤其受到一些美國特種作戰部隊的歡迎。
不過在能见度不佳的丛林中，使用繳獲的敵軍武器（AK-47与美军步槍的枪声区别很大），可能会被友军误判而导致误伤，另外一個問題是子彈不通用，一旦手頭上的AK-47子彈用罄，周遭持用M16的戰友無法提供子彈補給。一般的情形可能是由于M14的自动射击能力差（由于后坐力巨大，M14在大多数时候是半自动射击，甚至有些M14索性加了快慢機锁，强制關閉掉全自動射擊能力），或者早期M16由于设计、制造、弹药等问题而可靠性不佳所致。早期M16没有辅助推机柄，一旦发生闭锁不良等小故障也只能将武器拆开以排除故障，这在战场上是非常不便甚至是无法做到的。此时，以繳獲的AK-47继续作战也是一个可行的办法。在弹药方面，虽然M193弹具有良好的精度与杀伤力（对无防护目标），但是其弹头轻小，往往穿过几层薄薄的灌木就会产生严重的偏航和威力衰减，而M43弹头重量大，稳定性好（甚至有些过稳定，即击中目标后不翻滚也不破碎），受这些影响较小。
而後來因為後勤水平提高，加上M16已發展成熟，解決了早期的各種問題，美軍在海湾战争和伊拉克战争期間繳獲AK-47步槍更像是一种收集战利品的行为而不是作战需要。不過在執行隱蔽行動時美軍特種作戰部隊仍然會使用AK-47，也會用作訓練武器。在伊拉克薩達姆·海珊政權及阿富汗塔利班政權被推翻後，由美國和其盟國代訓的伊拉克和阿富汗新軍既使用美制枪械，也使用AK-47步槍。
在以色列與周邊回教國家或極端主義團體已進行了超過數十年的對峙和衝突中，部分的以色列士兵繳獲了敵方的AK-47步槍，並投入位於西奈半島、約旦河西岸、加薩走廊、戈蘭高地、黎巴嫩等地的戰鬥中。以軍部份特種部隊（如以色列海軍第13突擊隊）在採用CAR-15卡賓槍之前也曾以AK-47作主力武器使用。埃及、伊朗、敘利亞等中東國家的軍隊和警隊也廣泛使用AK-47，而AK-47也是各個受伊朗資助的反以色列聖戰組織（如真主黨及哈瑪斯等）的典型武器。
世界上至少有82個國家裝備AK槍族的槍械，蘇聯當局更將AK槍族武器及其製造技術輸出到世界各地。由於蘇制AK槍族步槍令人驚詫的簡單結構、堅實耐用、使用靈活方便與黑市價格便宜，其可靠性甚至令部分西方國家生產的步槍和部份粗製濫造的仿製AK均無法與之相提並論，因此許多第三世界國家甚至西方國家的軍隊或者反政府武裝都廣泛使用AK槍族，某些地區衝突的各方都經常裝備AK槍族。
此外，世界上有許多國家進行了仿製或特許生產AK槍族，其中包括：德意志民主共和國、南斯拉夫社會主義聯邦共和國／塞爾維亞、匈牙利、中華人民共和国、波蘭、羅馬尼亞、保加利亞、埃及、古巴、朝鮮民主主義人民共和國等，部份國家现今仍有生產。AK的設計思路也影響了以色列、芬蘭、中華人民共和國等多個國家的步槍設計路線。
AK槍族是使用最廣泛的槍械之一，其廣泛程度在輕武器歷史上可能只有马克沁机枪、毛瑟步槍和M1911手槍可以与之相比，而卡拉什尼科夫則因為AK槍族步槍在世界範圍內的廣泛使用也被譽為「世界槍王」。可是蘇聯並無專利制度，故除獎勵以外，卡拉什尼科夫说他本人没有从AK系列中賺取過任何專利費，否则已经是亿万富翁了。
在1970年代有一句民間俗語：「美國出口可口可乐，日本出口索尼電器，而苏联出口卡拉什尼科夫。」但根據原蘇聯的統計，全球範圍內的AK槍族槍械中有9成是仿製品，真正產地是前蘇聯及俄羅斯的僅有10%左右。俄羅斯國防產品出口公司總幹事安納托利·伊賽金（Anatoly Isaikin）曾指出外國槍械生產商對AK的無牌生產已經為俄羅斯的經濟冒受損失，又認為這些無牌仿製品的品質差劣，無法跟正版AK相提並論，從而“污衊”了AK乃至俄羅斯在國際上的聲譽。事實上在冷戰時期蘇聯政府並不重視版權專利，更容許友邦大量仿製AK槍族，然而儘管生產專利早已在蘇聯解體時或之前過期，生產卻從未有停止。其中伊茲瑪希的經理指他們公司就無牌生產的AK系列每年已損失至少4億—5億美元。

## 型號

### 蘇俄原產

#### 1型

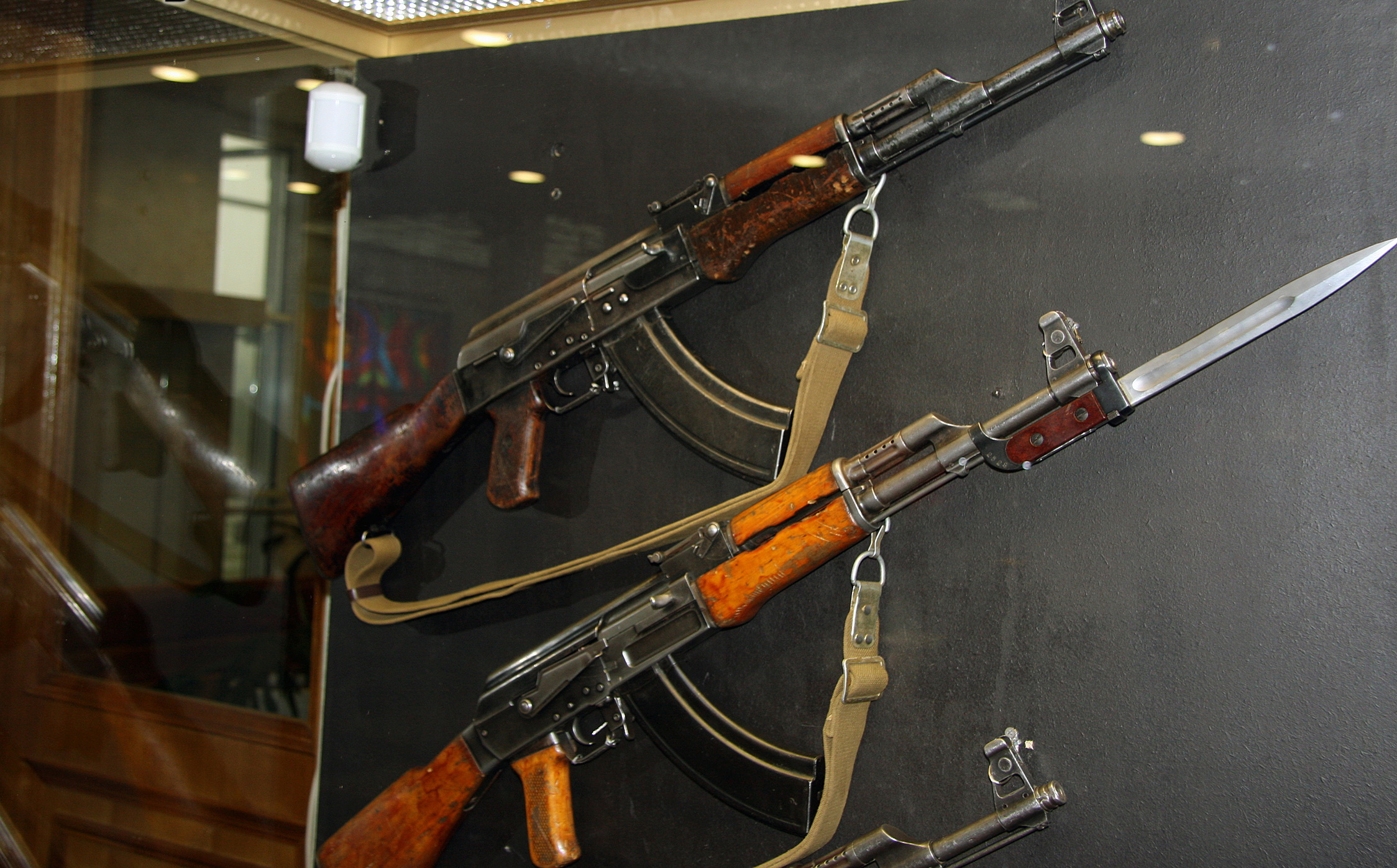
AK-47第1型及第2型

AK-47最早期的原型版本，稱為第1型，機匣採用壓削方法生產。僅於1948年－51年間投產，產量亦極少，很快就被第2型所取代。

#### 2型
改進版本，使用壓削機匣、木制槍托及護木、槍管鍍鉻以抵抗腐蝕，重4.2公斤。其僅於1952年間投產，產量亦極少，很快就被第3型所取代。

#### 3型

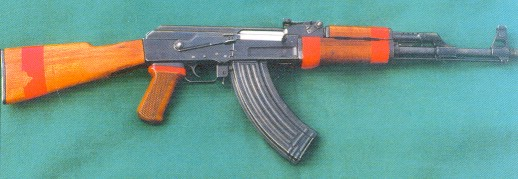
AK-47第3型

改進版本，也是AK-47最常見的版本，改进了第2型的枪托连接方式，简化了机匣的机械加工方法及鋼材消耗，使之便于量产，卻有和第1型差不多的性能及表現。该型先后授权五个国家自行生产——匈牙利（1955）、中华人民共和国（1956）、波兰（1957）、朝鲜和东德（1958），保加利亚自1965年起从波兰获得配件及生产设备后亦开始自行生产。其中东德版本MPi-K的品质高于苏制原版，匈牙利版本AMD-55和中国版本56式早期型的品质与苏制原版相当，波兰版本PMK的品质略低于苏制原版，而朝鲜版本58式和保加利亚版本ARK的品质则较差。受苏联早期战术思想定位的影响，中国56式、波兰PMK和东德MPi-K被称作“冲锋枪”（56冲、Pistolet maszynowy、Maschinenpistole），匈牙利和朝鲜则紧跟苏联之后的定位称为自动步枪（Automata Módosított Deszantfegyver、소총{小銃}）。

#### AKS-47

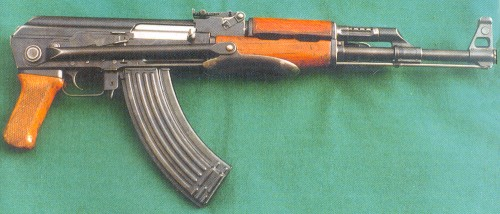
AKS

AKS-47是AK-47的金屬摺疊槍托版本。主要裝備當時的傘兵部隊、坦克兵和特種部隊使用。

### 外國仿製

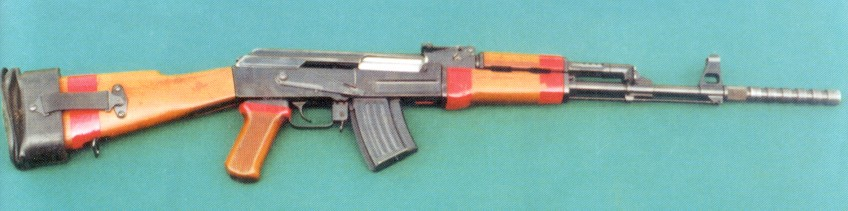
kbk Ak PNG60

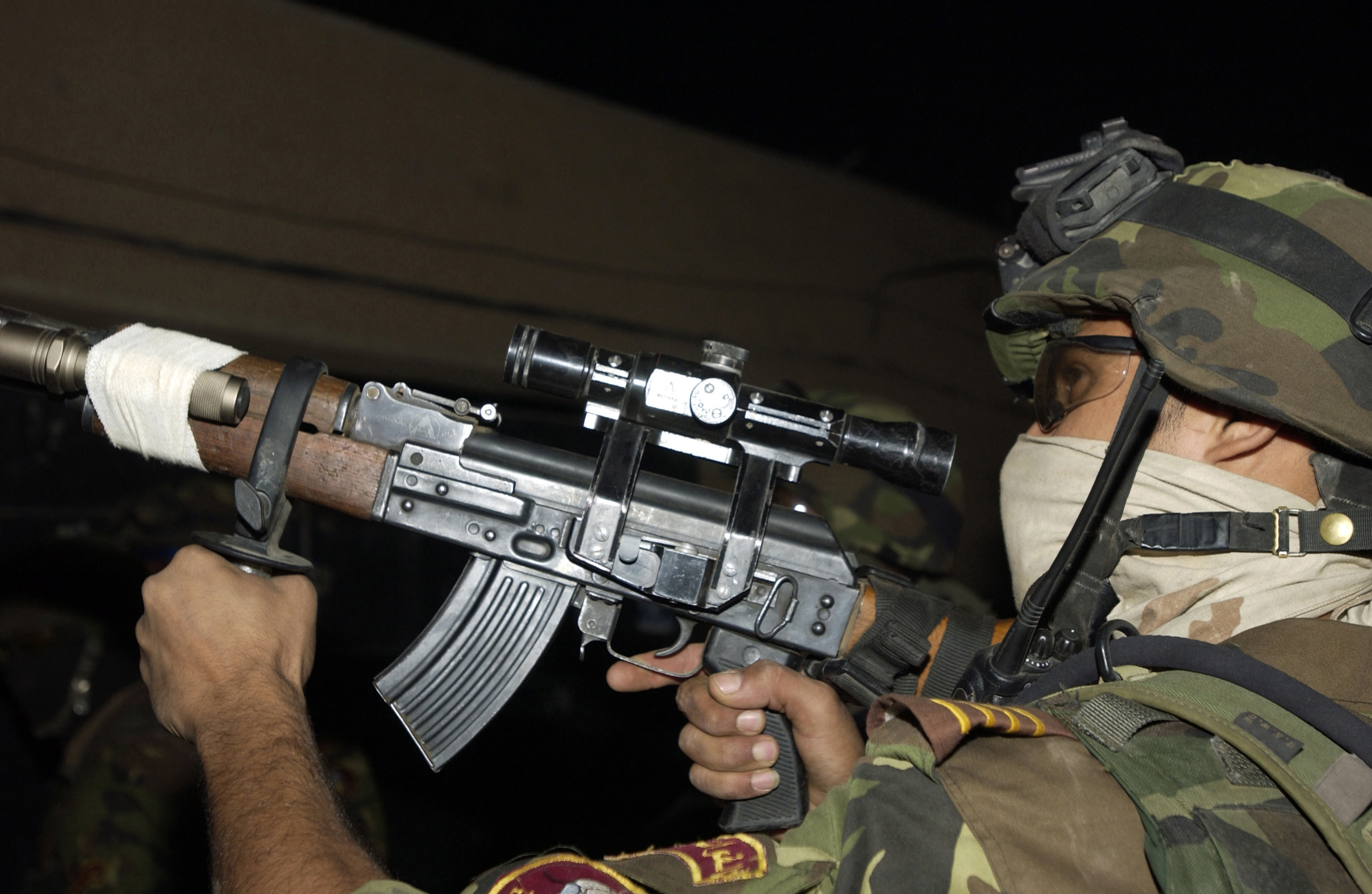
Tabuk狙擊步槍

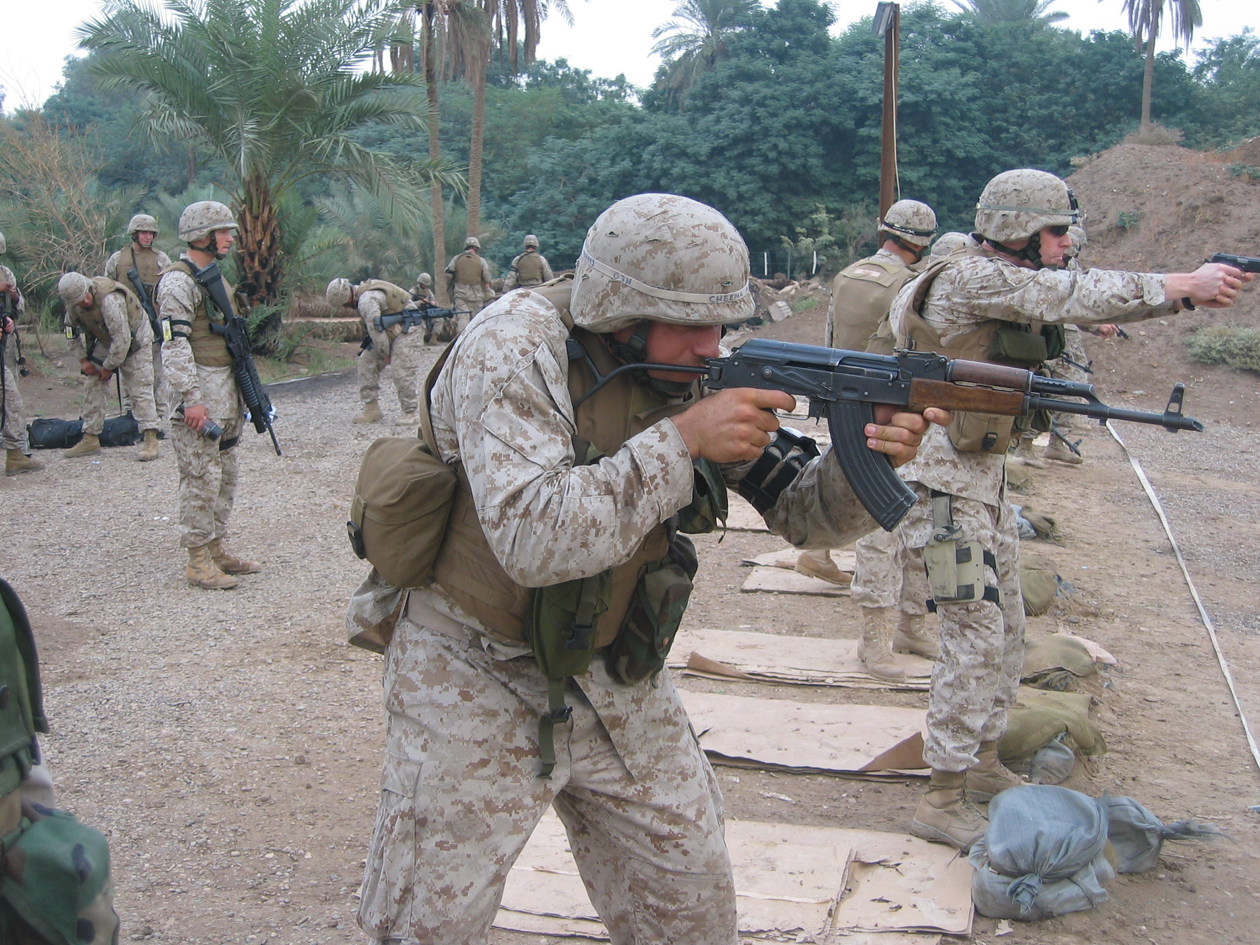
MPiKMS-72

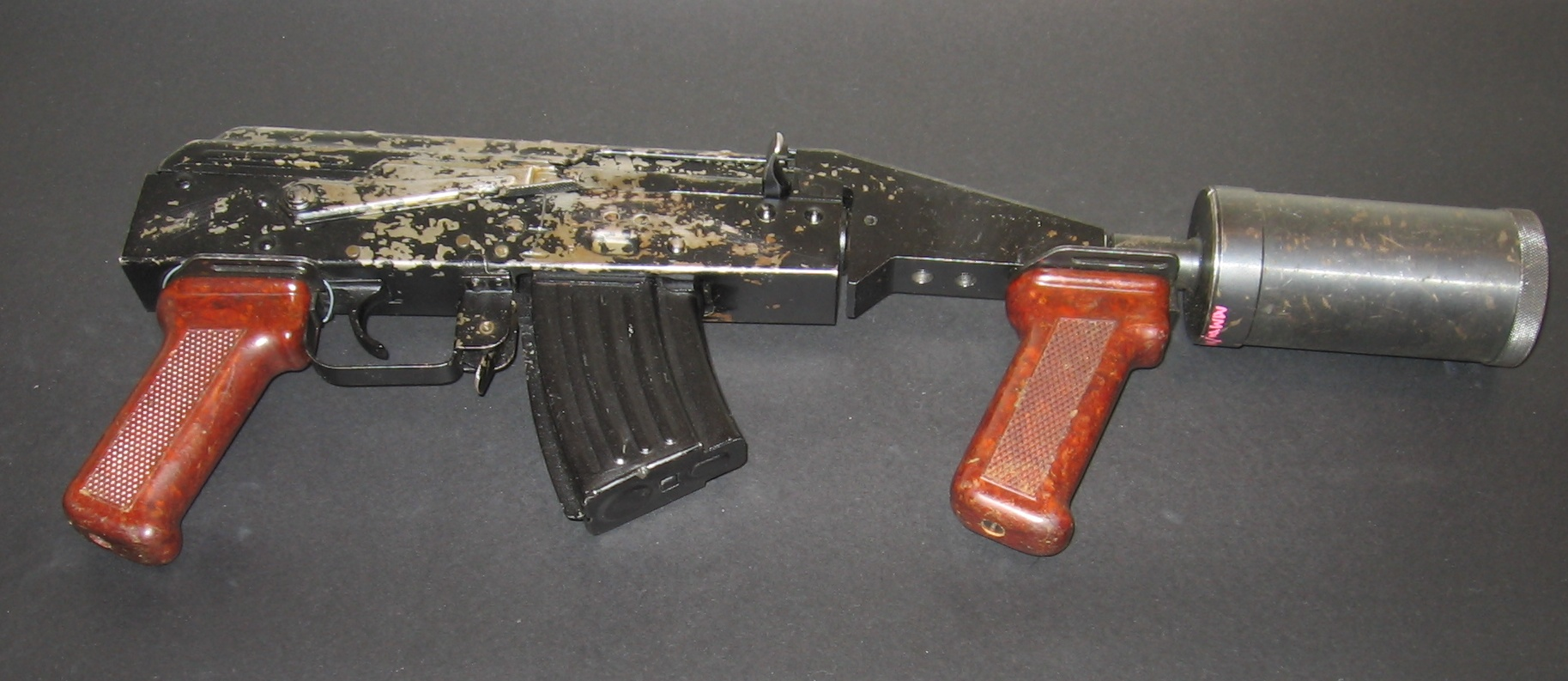
RWGŁ-3（槍榴彈發射型）

根據原蘇聯的統計，全球範圍內的AK系列自動步槍中，9成是仿製品，真正產地是前蘇聯的僅有10%左右。以下是部份已知以AK的設計仿製、變種及衍生的軍用版本：
| 國家                   | 變種或衍生版本 |
| ---------------------- | --- |
| 阿尔巴尼亚             | ASH-78-1（仿製56式自動步槍）、ASH-78-2、ASH-78-3、ASH-82（仿製56-1式自動步槍） |
| 阿尔巴尼亚             | Tip C狙擊步槍 |
| 保加利亚               | AKK（AK第3型），AKKS（AK第3型，摺疊槍托） |
| 保加利亚               | AKKM（仿製AKM）AKKMS（仿製AKMS）AKKN-47（對應NPSU夜視瞄準鏡） |
| 保加利亚               | AK-47M1（AK第3型，黑色聚合物護木及槍托） |
| 保加利亚               | AK-47MA1/AR-M1（與AK-47M1相同，但改為北約5.56×45毫米口徑） |
| 保加利亚               | AKS-47M1（AKMS的北約5.56×45毫米口徑版本）， AKS-47MA1（與AKS-47M1相同，但只能半自動發射） |
| 保加利亚               | AKS-47S（AK-47M1的短版，裝有東德版本的摺疊槍托及雷射指示裝置） |
| 保加利亚               | AKS-47UF（AK-47M1的短版，俄羅斯版本的摺疊槍托）， AR-SF（與AK-47UF相同，但改為北約5.56×45毫米口徑） |
| 保加利亚               | AKS-93SM6（類似AK-47M1，不能發射槍榴彈） |
| 保加利亚               | RKKS、AKT-47（發射.22口徑彈藥的訓練用步槍） |
| 東德                   | MPi-K（與AK相同），MPi-KS（與AKS相同）， MPi-KM（與AKM相同），MPi-KMS72（與AKMS相同，但採用向右摺疊的鋼絲式槍托）； |
| 埃及                   | AK-47，MISR 7.62（與AKM相同），Maadi |
| 匈牙利                 | AKM-63（仿製AKM），AMD-63，AMD-65，AMD-65M，AMMSZ，AMP，NGM-81（仿製AK-74），NGM 5.56 |
| 伊拉克                 | Tabuk自動步槍（仿製M70B1及M70AB2） |
| 伊拉克                 | Tabuk狙擊型步槍（M70B1裝上23.6寸槍管、瞄準鏡及不同的槍托） |
| 朝鲜民主主义人民共和国 | 58式自動步槍（A型為AK第3型而B型為沖壓式鋼鐵槍托）， 68式自動步槍（A型與AKM相同而B型與AKMS相同）， 88式自動步槍（與AK-74相同，但採用金屬製彈匣）                                                                                       |
| 大韓民國               | 茶山DAK-47（仿製AK第3型），STR-K18（仿製AKM） |
| 中华人民共和国         | 56式自動步槍 |
| 巴基斯坦               | 巴基斯坦某些部族自治區有以人工及機械用逆向工程方法仿製出半自動的AK |
| 波蘭                   | kbk AK/pmK（與AK相同），kbk AKS（與AKS相同）， kbk Ak PNG60，kbk AKM（與AKM相同），kbK AKMS， kbk wz. 88 Tantal（裝有特製側式摺疊槍托的AK-74）， kbs wz. 96 Beryl突擊步槍、Kbk wz. 1996 Mini-Beryl卡賓槍、Kbk wz. 2005 Jantar突擊步槍 |
| 羅馬尼亞               | AI（與AK相同），AIS（與AKS相同），PM md. 63（與AKM相同，但配備具握把的下護木），PM md. 65（與AKMS相同，部份版本採用向右摺疊的鋼絲式槍托）、PM md. 90（PM md. 65的短版），PA md. 86（仿製AK-74），AIR                                  |
| 南斯拉夫及塞尔维亚     | M64（長槍管的AK），M64A（槍榴彈發射型） M64B（M70的摺疊槍托版本），M70，M70A，M70AB2，M77，M85，M90，M92，M21 |
| 芬兰                   | Rk 60，Rk 62，Rk 76，Rk 95 TP，M82 |
| 以色列                 | IMI Galil（由芬兰的Rk 62衍生而成）， IMI Galil ACE（以色列的Galil現代化改進型） |
| 南非                   | R4突擊步槍（以色列的Galil在南非改良而成）， Vektor CR-21（南非的新一代犢牛式突擊步槍，衍生自R4及TAR-21） |

## 價格
AK樣式步槍在非洲部份國家極度廉價，黑市販賣的價錢由30到125美元不等，有時甚至能夠用以物易物的方式取得。在巴基斯坦，二手的AK步槍約120美元便能買到。而近年來在美國民用市場上，AK樣式步槍的價格有上漲之趨勢。

## 非法使用
由於AK系列在各地市場（不論合法或黑市）價格便宜，庫存量龐大加上容易購買，因此經常成為罪犯用於犯罪的首選武器之一。

### 民間罪犯
- 美國

1980年代，美國販毒分子經常使用AK系列步槍，在虛構的影視劇情節中也經常出現，對公眾造成心理影響，加上在1989年於加州斯托克頓的一間小學發生了槍擊事件，當時兇徒使用中國製的半自動AK樣式步槍對師生施襲，導致5死32傷。事後加州政府立法禁止平民進口、生產和擁有半自動AK步槍在內的所謂“突擊武器”，而聯邦政府亦於1994年通過“聯邦突擊武器禁令”，禁止平民擁有全自動軍用槍械的半自動民用版本，但該禁令已於2004年失效，因此現在由多個國家生產的半自動民用型AK步槍依然允許出口到美國，在許多美國州份都能夠讓平民合法購買，不過從近來的幾次恐怖攻擊事件來看，槍手現在似乎更加偏愛準度更佳，且為模塊化設計的AR-15樣式步槍。
- 香港

AK步槍一度是匪徒愛用的槍枝。過去，香港警察的配槍主要用於防衛用途，所以只配備.38口徑M10左輪手槍。及至1990年代中期，葉繼歡、季炳雄、張子強等悍匪不斷在香港做案，當中包括械劫和綁架案，並配備了具強大火力的AK步槍，一度使香港警方束手無策。後來，經過改善火力，以及加強情報等各部門的配套，才把局勢扭轉，進而把匪徒繩之於法。

### 武裝份子及恐怖组织

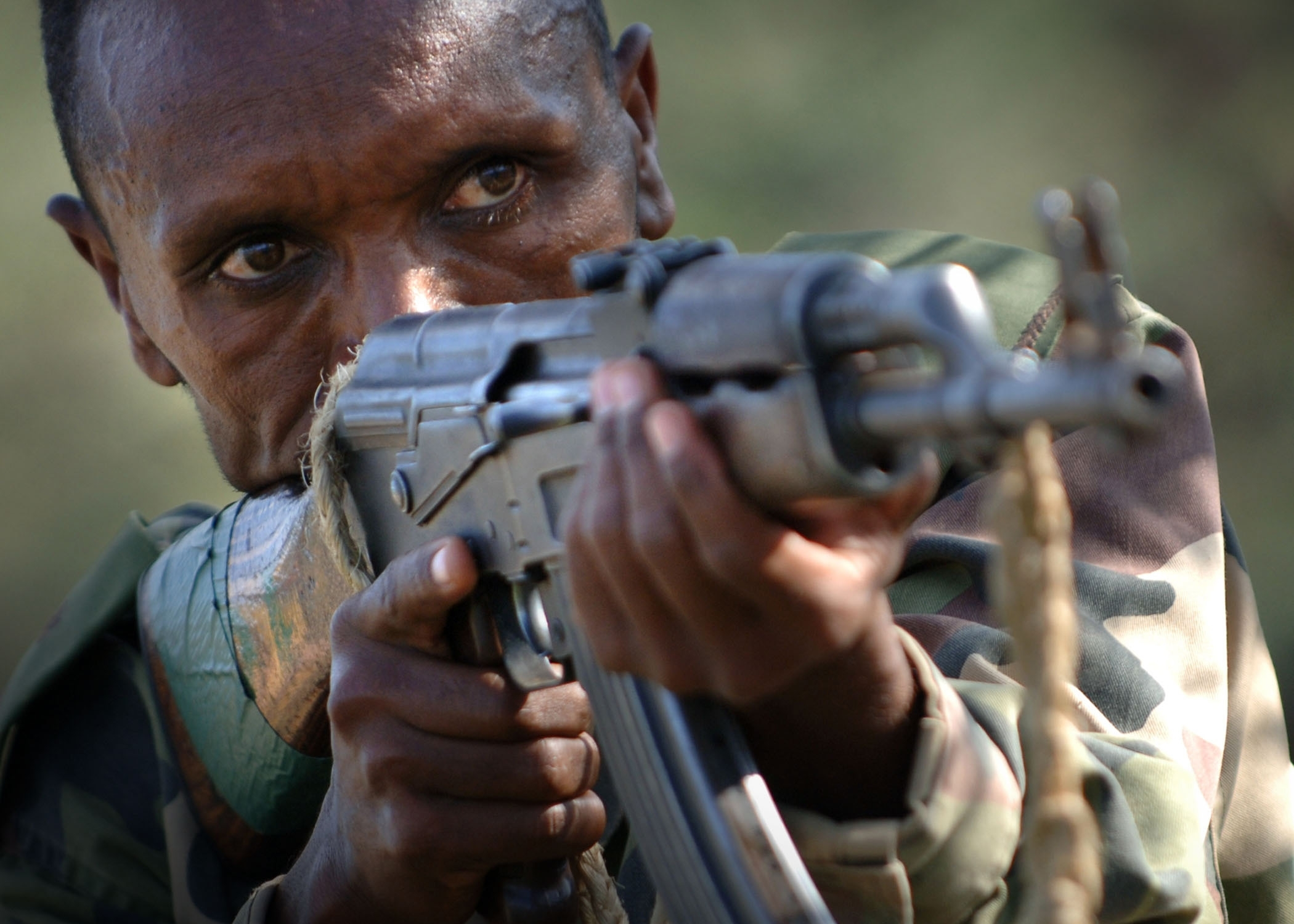
衣索比亞士兵使用AK-47瞄準

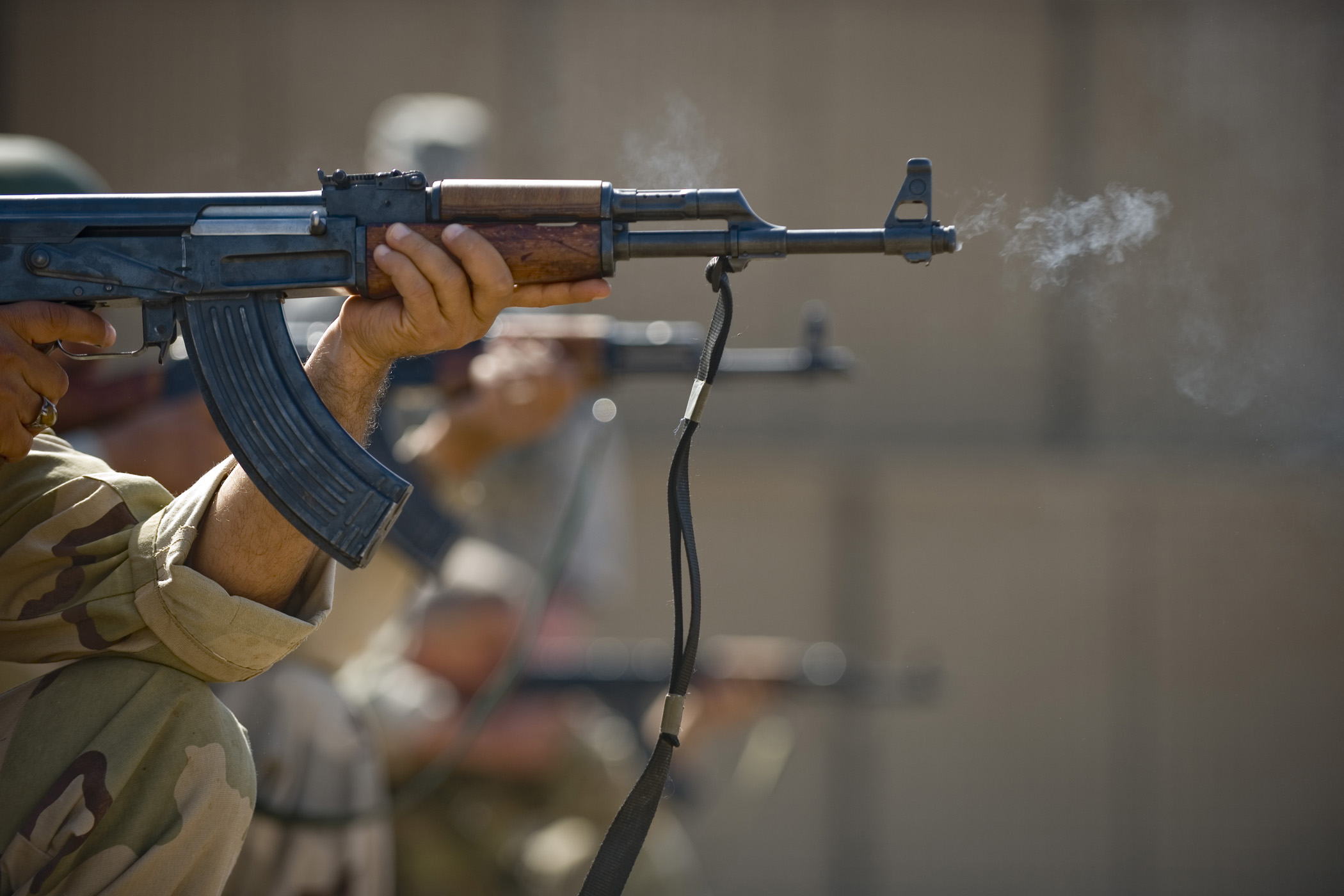
伊拉克士兵以AK-47射擊

由於冷戰期間東西方兩大陣營為了增加自身影響力而向其盟友供應大量武器，當中不少AK連同其他武器更流入一些國家支持的反政府武裝組織手上，（如伊朗支持的哈瑪斯以及真主黨被以色列和美國等國家視為恐怖組織）。另外在蘇聯解體後，其繼承國軍火庫內的武器被不法份子大規模的盗取並以極為便宜的價格於黑市中出售盈利，也基於AK系列本身不受專利保護的原因而被許多國家隨意地仿製和出口，從而惡化了其氾濫問題，加上該槍易於操作，令其經常成為武裝份子及恐怖組織的常用武器，亦多次在恐怖活動中出現。
1991年蘇聯解體，黑市軍火走私販維克多·布特隨即把握機遇向世界各地武裝组织販賣大量軍火致富。其於1992年至1995年間向塔利班出售了價值5000萬美元的武器，同時大量走私武器到非洲，當中即包括大量AK步槍，令發生在非洲許多的武裝衝突都幾乎跟他扯上關連。其事蹟更於2005年被改編成電影《軍火之王》。
在蓋達組織已故創始人奧薩瑪·賓·拉登和伊斯蘭國已故“哈里發”阿布·貝克爾·巴格達迪自拍的宣傳影帶中，手上總是離不開一支AKS-74U。後來在非洲、中東、中亞、車臣、拉丁美洲與東南亞等地的分離主義武裝團體中，AK步槍幾乎與他們的武裝實力畫上等號。

## 使用國及地區

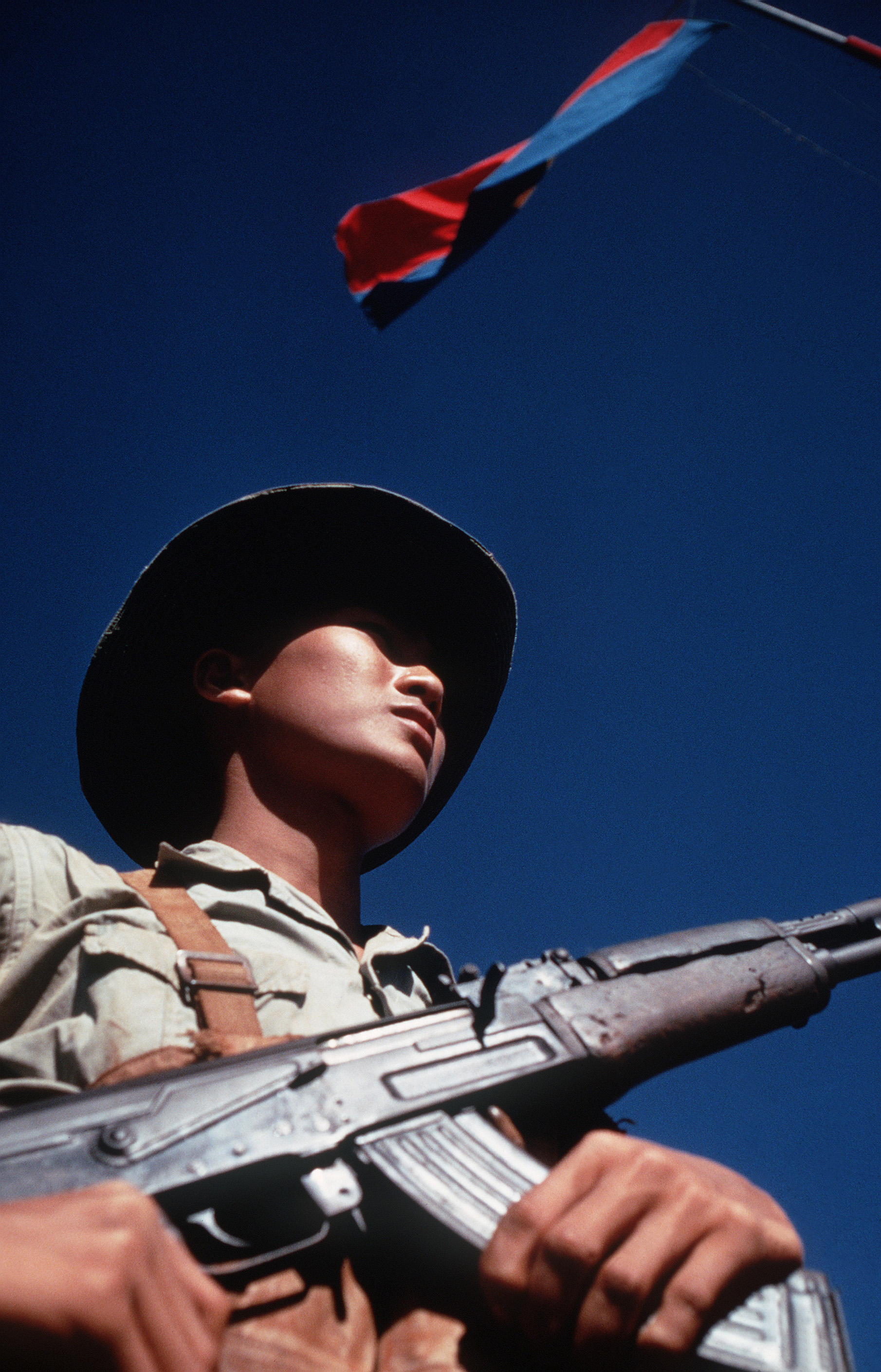
手持第二型AK的越共戰士

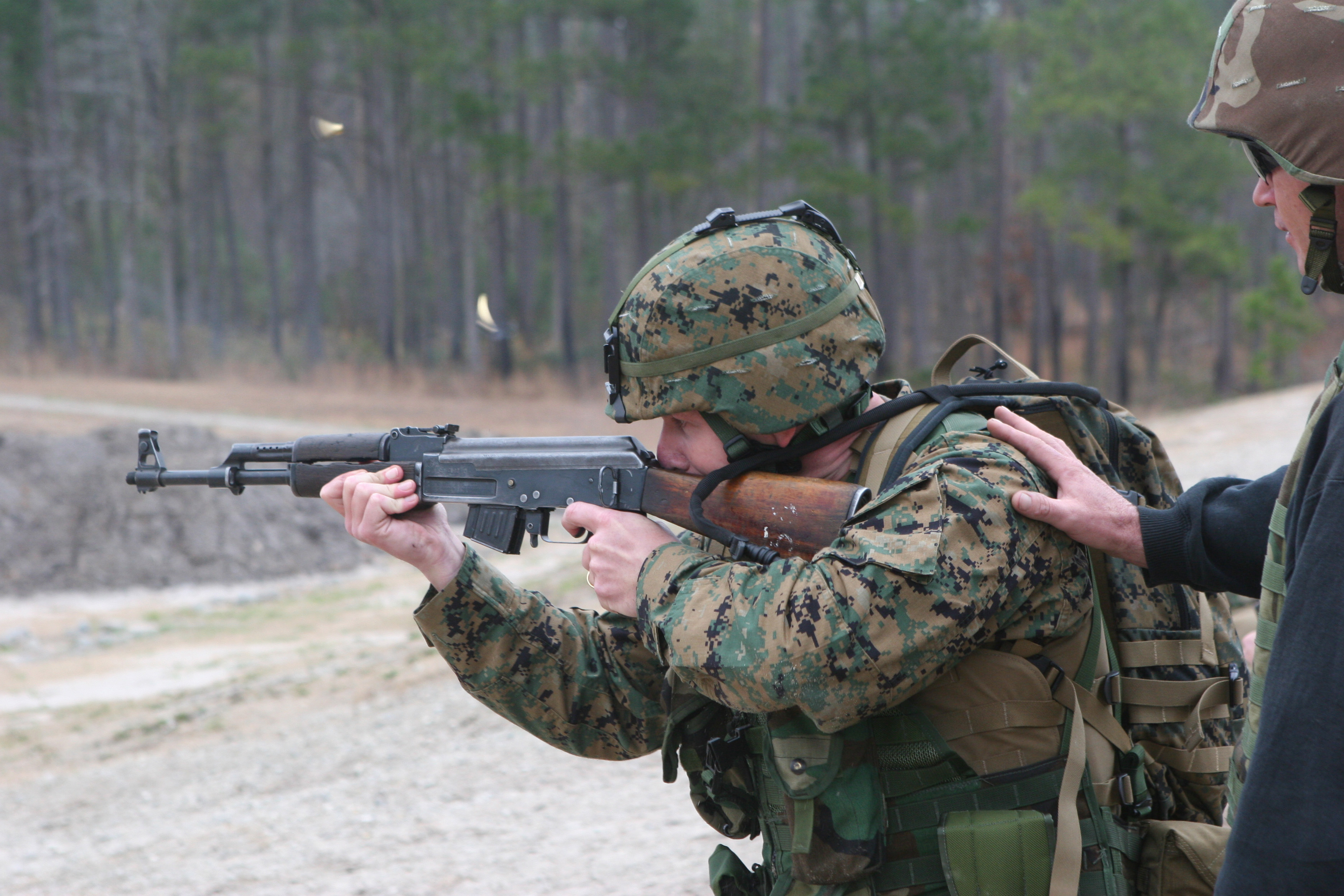
使用AK進行射擊的美國海軍陸戰隊員（留意此槍裝上了罕見的低容量彈匣）

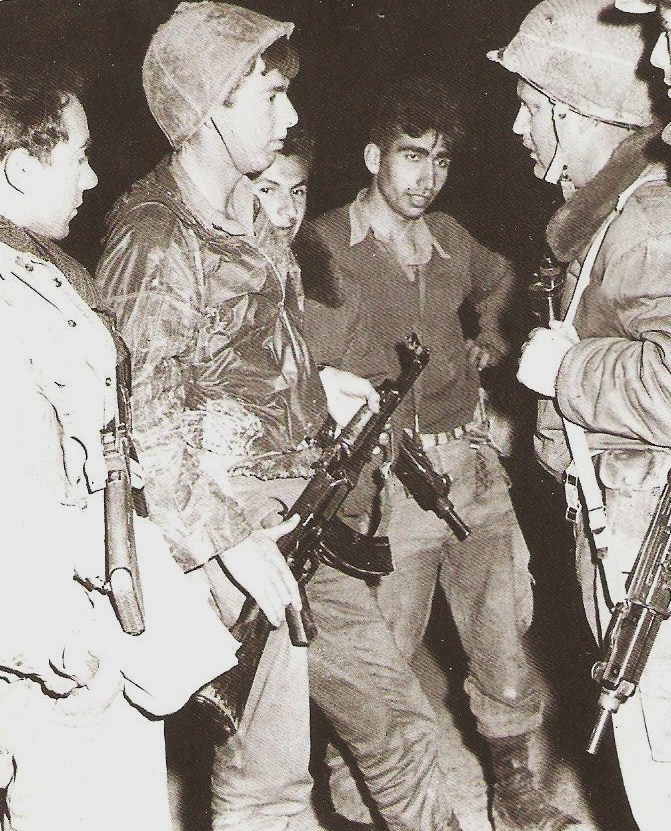
以色列特種部隊幹員使用繳獲的AK

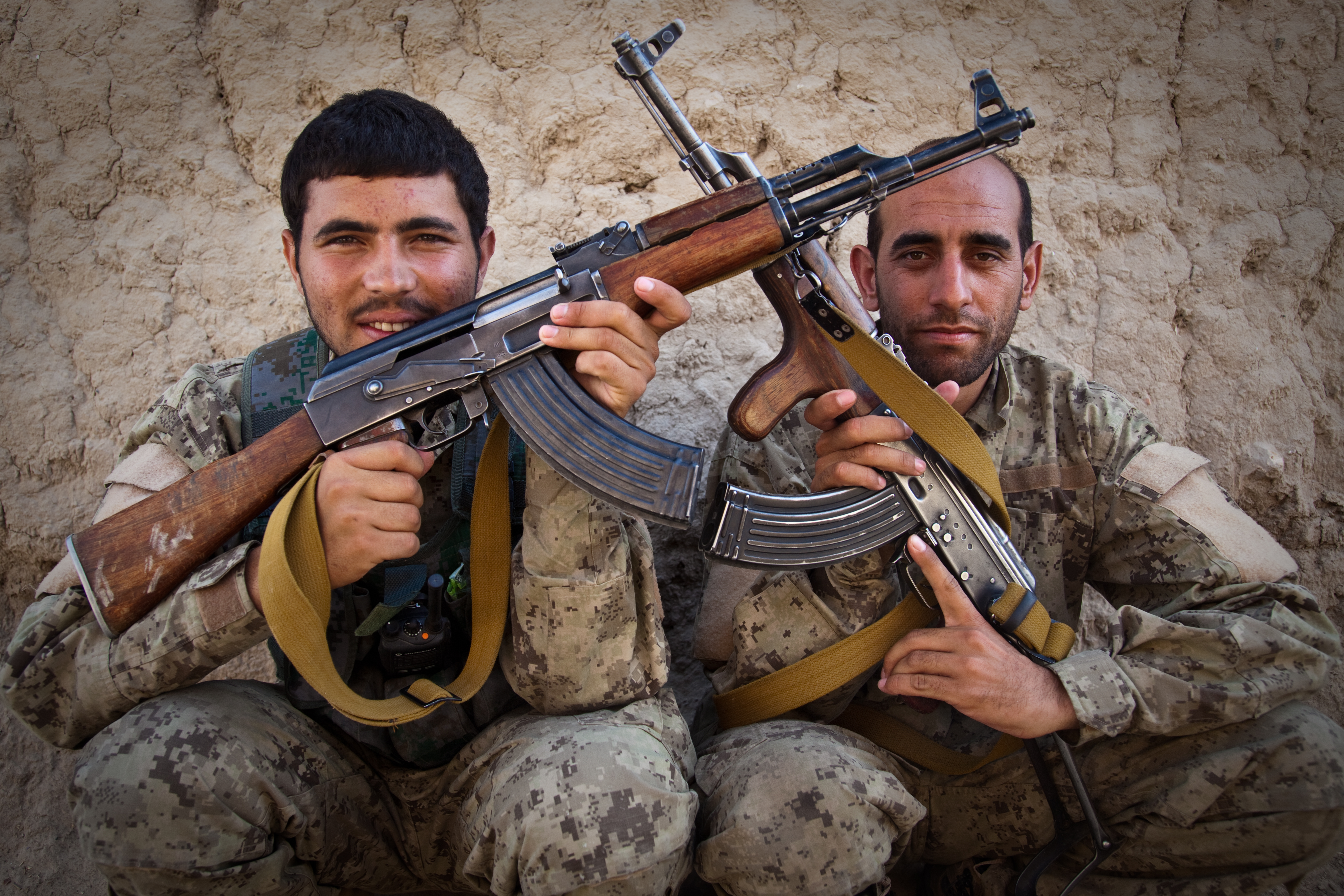
阿富汗軍士兵裝備的第三型AK（左）

卡拉什尼科夫自動步槍及其衍生型獲超過150個國家及地區的軍警採用，為世上最廣泛被採用的自動步槍。

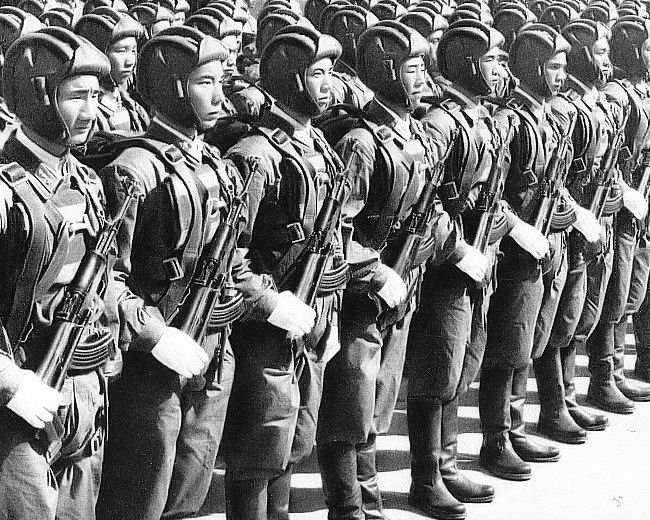
手持AKS的中国空降兵（1959年中华人民共和国建国十周年国庆庆典）

- 阿布哈茲：繼承自前蘇聯。
- 阿富汗伊斯蘭酋長國
  - 伊斯蘭酋長國軍[17]
  - 阿富汗內務部
- 阿尔巴尼亚：包括當地製造的衍生型。[18]
- 阿尔及利亚[18]
- 安哥拉[18]
- 亞美尼亞[18]：繼承自前蘇聯。
- [19]：繼承自前蘇聯。
- [18]
- 白俄羅斯：繼承自前蘇聯。
- [18]
- [18]
- 巴西
- 保加利亚：當地製造。[18][20][21]
- 布吉納法索
- 不丹
- 柬埔寨[18]
- 喀麦隆
- [18]
- 中非[18]
- [18]
- 智利[22]
- 哥伦比亚
- [18]
- 刚果共和国[18]
- 古巴[18]
- 賽普勒斯
- 刚果民主共和国[18]
- 埃及：當地製造。[18]
- 薩爾瓦多
- 赤道几内亚[18]
- 爱沙尼亚：在蘇聯解體恢復獨立後曾向中國進口56式自動步槍，目前已退役。
- 衣索比亞：為AK衍生型。[18]
- 芬兰：曾從蘇聯進口AK及AKS，目前已封存或退役。
- 法國
  - 對外安全總局（用於隱蔽行動）
- 加彭[18]
- [18][23]：繼承自前蘇聯。
- 德国：來自前東德的大量庫存物資，曾有限地裝備聯邦國防軍及警察，現在仍被國防軍用於假想敵訓練。[24]
- 希腊
  - 特別反恐部隊[25][26]
- [27]
- 几内亚[18]
- [18]
- [18]
- 匈牙利：當地製造。[18]
- 印度：包括當地生產型。
  - 特種部隊及特警單位[28]
- 印度尼西亞
  - 警察部門
- 伊朗[18]
- 伊拉克：包括當地製造的改型。[17][18]
- 伊拉克库尔德斯坦
- 以色列：大部份自阿拉伯國家的士兵及武裝份子手中繳獲，曾裝備特種部隊。[18]
- 日本
  - 防衛省（僅作測試及研究用途）
- ：繼承自前蘇聯。
- 科索沃
- ：繼承自前蘇聯。
- 科威特
- [18]
- 拉脫維亞：繼承自前蘇聯。
- 黎巴嫩
- 賴索托[18]
- 利比里亚[18]
- 利比亞[18]
- 立陶宛：繼承自前蘇聯。
- 马达加斯加[18]
- 马拉维
- [18]
- 馬爾他：採用的型號為56式衍生型。[18]
- 毛里塔尼亚
- 墨西哥：大量繳獲自毒販。
- 摩尔多瓦：繼承自前蘇聯。
- 蒙古国[18]
- 摩洛哥[18]
- 莫桑比克[18]
- 緬甸
- 纳米比亚[18]
- 尼泊尔
- 荷蘭
  - 荷蘭皇家陸軍突擊隊軍團（英语：Korps Commandotroepen）：僅作訓練用途。
  - 荷蘭國家警隊（英语：Korps landelijke politiediensten）：僅作訓練用途。
- 尼加拉瓜
- 尼日尔
- 奈及利亞
- ：採用的型號為當地生產的58式。[18]
- 北馬其頓[29]
- 阿曼
- 巴拉圭[30]
- 巴基斯坦
  - 巴基斯坦陸軍特勤組（56式衍生型）。[31]
- 巴勒斯坦民族權力機構[32]
- 中华人民共和国：早期採用的型號为第二型和第三型及當地生产型号——早期型56式（即“不走样学苏联的56冲”），后设计出56式后期衍生型（开始出现自身独有的特征）。[33]
  -  香港
    - 入境事務處及香港海關：採用56C式，僅作儀仗用槍。
- 秘魯[18]
- 菲律賓
- 波蘭[34]
- [18]
- 中華民國
  - 中華民國陸軍特種部隊（作訓練用途）
- 羅馬尼亞[18]
- 俄羅斯：繼承自前蘇聯。
- 卢旺达
- 聖多美和普林西比[18]
- 撒拉威阿拉伯民主共和國[35]
- 塞内加尔
- 塞爾維亞
- 塞舌尔[18]
- [18]
- 斯洛維尼亞
- 南非
- [18]
- 索馬利蘭
- - 大韓民國國軍（僅用於假想敵訓練及隱蔽行動）
- 南奥塞梯：繼承自前蘇聯。
- 南蘇丹
- 斯里蘭卡：採用的型號為56式衍生型。[18]
- 苏丹[18]
- 苏里南
- 叙利亚[18]
- ：繼承自前蘇聯。
- 坦桑尼亚[18]
- 泰國
- 多哥[18]
- 德涅斯特河沿岸：繼承自前蘇聯。
- ：繼承自前蘇聯。
- 土耳其[18]
- 乌干达
- 阿联酋
- 英国
  - 英國特種部隊（用於隱蔽行動及訓練）
- 美国
  - 美國武裝部隊（用於假想敵訓練及武器識別）
    - 美國特種作戰司令部（用於隱蔽行動及訓練）

  - 中央情報局（用於隱蔽行動）
  - 少數地方警察局（如：阿拉斯加州北部的北坡區警察局採用Krebs公司生產的改良型）[36]
- 乌克兰：繼承自前蘇聯，在俄羅斯入侵烏克蘭期間仍有限使用。
- ：繼承自前蘇聯。
- 委內瑞拉
- 越南：採用型號還包括中國生產的56式和北韓生產的58式。目前正逐步被IWI加利爾ACE 31／32取代。[33]
- 葉門[18]
- 尚比亞[18]
- 辛巴威[18]

### 前使用國
- 阿富汗
- 車臣：繼承自前蘇聯。
- 东德：當地製造。在兩德統一後大批東德AK被售往多個第三世界國家，其餘的則被銷毀或用作儲備。[34]
- 大利比亞阿拉伯社會主義人民民眾國
- 羅德西亞：使用繳獲品。
- 南越：越南戰爭期間使用繳獲品。
- 苏联：自1951年起裝備蘇聯軍隊，後來相繼地被AKM和AK-74所取代。[33]
- 南斯拉夫[34]

### 非國家團體的採用
- 愛爾蘭共和軍
- 愛爾蘭勇士（英语：Fianna Éireann）
- 阿爾斯特防衛協會
- 紅色旅
- 埃塔
- 庫爾德斯坦解放軍（俄语：Народная Освободительная Армия Курдистана）
- 蓋達組織
- 車臣武裝組織分子
- 伊朗人民聖戰組織
- 北方聯盟
- 佩什梅格
- 哈瑪斯
- 巴勒斯坦解放組織
- 真主黨
- 塔吉克聯合反對派
- 越南南方民族解放陣線
- 紅色高棉
- 猛虎組織
- 歐加登民族解放陣線
- 索馬里海盜
- 伊斯蘭法庭聯盟
- 伊斯蘭國[37]
- 私人軍事承包商

## 文化影响

莫桑比克国旗

- AK-47还出现在一些國家或組織的旗幟當中，包括：莫桑比克国旗与国徽、東帝汶國徽和1984年—1991年間的布基納法索國徽，另外由於AK的衍生槍型為目前世界上生產量最多的槍械，不論是在正規軍、叛軍和恐怖組織等準軍事組織、犯罪組織，甚至乎是平民手上都能發現其蹤影，因此它們在許多國家的電影、電視劇、電子遊戲以及其他文藝作品當中都有著相當高的出現率。在西方國家，一些人習慣把AK步槍與敵對勢力劃上等號，該槍在西方影視作品當中經常被描繪為犯罪份子、毒犯和恐怖份子所使用的武器，而作品中的主角或“英雄”角色會從敵人手上繳獲AK步槍使用的情況很常見（不過都有一些例外，例如一些描繪起義民眾或反抗軍對抗獨裁政權或統治勢力的作品。此時可能出現“正義”一方使用AK步槍，“邪惡”一方使用M16或其他西方槍械的顛倒局面。這種情節可從《重裝任務》等西方電影中發現。然而同時亦可能會出現雙方都使用AK步槍的局面）。相反在許多發展中國家，AK步槍則被視為對抗帝國主義和殖民主義的象徵，並經常跟革命和武裝起義扯上關係。以上都是基於冷戰時期東西方陣營對峙所產生的結果。另外，“AK-47”一詞亦常常作為許多不熟悉槍械的人士及部份軍事／槍械愛好者對所有AK系列槍械（或外觀跟它相似的槍械，如：vz. 58突擊步槍）的統一稱號，但這實際上是錯誤的。基於生產成本昂貴以及可靠性問題，原版AK的產量並不多，遠遠低於其改型AKM及不少AK的仿製品，而且它早已在AKM推出後不久便停產，生產時期只維持了12年，所以絕大部份在市場上找到的都不是蘇聯原產的AK，常見的AK步槍通常為AKM／AKMS、中華人民共和國56式自動步槍、羅馬尼亞1963／65型、南斯拉夫扎斯塔瓦M70，以及其他由東德、匈牙利、波蘭、保加利亞等前東方集團國家生產的仿製型和改良型。而這些槍械的官方名稱都不是叫“AK-47”。
- 关于 AK 两字的读法，有人按英文读作 /ei kei/，也有人按俄文读作“阿卡”，在相关视频中出现后常会引发争论。相似的争议也有苏 / 俄式坦克的 T（音“特”）字母。

### 登場作品
以下的列表只會列出有原版AK及AKS登場的作品，不包括其他衍生型（如：AKM、AK-74、56式自動步槍等）。但部份以AK為原型或由多款AK衍生型的零件拼裝而成的改裝槍則除外。

## 資料來源及補充閱讀
- Cutshaw, Charlie; Shilin, Valery. Legends and Reality of the AK: A Behind-the-Scenes Look at the History, Design, and Impact of the Kalashnikov Family of Weapons. Boulder, CO: Paladin Press, 2000 (paperback, ISBN 978-1-58160-069-8).
- Ezell, Edward Clinton. . Mechanicsburg, PA: Stackpole Books. 1986年. ISBN 978-0-8117-0916-3.（Prior to his death, Ezell was the curator of military history at the Smithsonian Museum.）
- Ezell, Edward Clinton; R. Blake Stevens. . Cobourg, ON: Collector Grade Publications. 2001年. ISBN 978-0-88935-267-4.
- . ISBN 978-1-892051-22-6.
- Hodges, Michael. AK47: the Story of the People's Gun. London: Sceptre, 2007 (hardcover, ISBN 978-0-340-92104-3).
- Kahaner, Larry. AK-47: The Weapon that Changed the Face of War. Hoboken, NJ: Wiley, 2006 (hardcover, ISBN 978-0-471-72641-8).
- Kalashnikov, Mikhail. The Gun that Changed the World. Cambridge: Polity Press, 2006 (hardcover, ISBN 978-0-7456-3691-7; paperback, ISBN 978-0-7456-3692-4).
- Long, Duncan. AK47: The Complete Kalashnikov Family Of Assault Rifles. Boulder, CO: Paladin Press, 1888 (paperback, ISBN 978-0-87364-477-8).
- Poyer, Joe. . Tustin, CA: North Cape Publications. 2004年. ISBN 978-1-882391-33-2.
- . ISBN 978-0-88029-601-4.
- Walter, John. Kalashnikov（Greenhill Military Manuals）. London: Greenhill Books, 1999 (Hardcover, ISBN 978-1-85367-364-1).
- McNab, Chris. . 英國: Amber Books Ltd. 2001年. ISBN 1-86227-116-X.

## 外部連結
- 製造商官方網站（英文）
- 卡拉什尼科夫首頁（页面存档备份，存于）（英文）
- Modern Firearms（Kalashnikov AK-47 and AKM）（页面存档备份，存于）（英文）
- AK-47運作動畫（页面存档备份，存于）
- 槍炮世界—卡拉什尼科夫专辑 （页面存档备份，存于）（中文）
- AK-47步枪问世60周年--军事--人民网 （页面存档备份，存于）（中文）
- Nazarian's Gun's Recognition Guide (MANUAL) AK 47 Manual (.pdf)（页面存档备份，存于） （英文）
- AK-47使用手冊 （页面存档备份，存于）（英文）
- 苏联原产AK-47性能优于其他国家产的原因是矿产丰富[永久]（中文）
- AK-47 - How this rifle works! (Animation) （页面存档备份，存于）
- （页面存档备份，存于）